# Kees Weijters

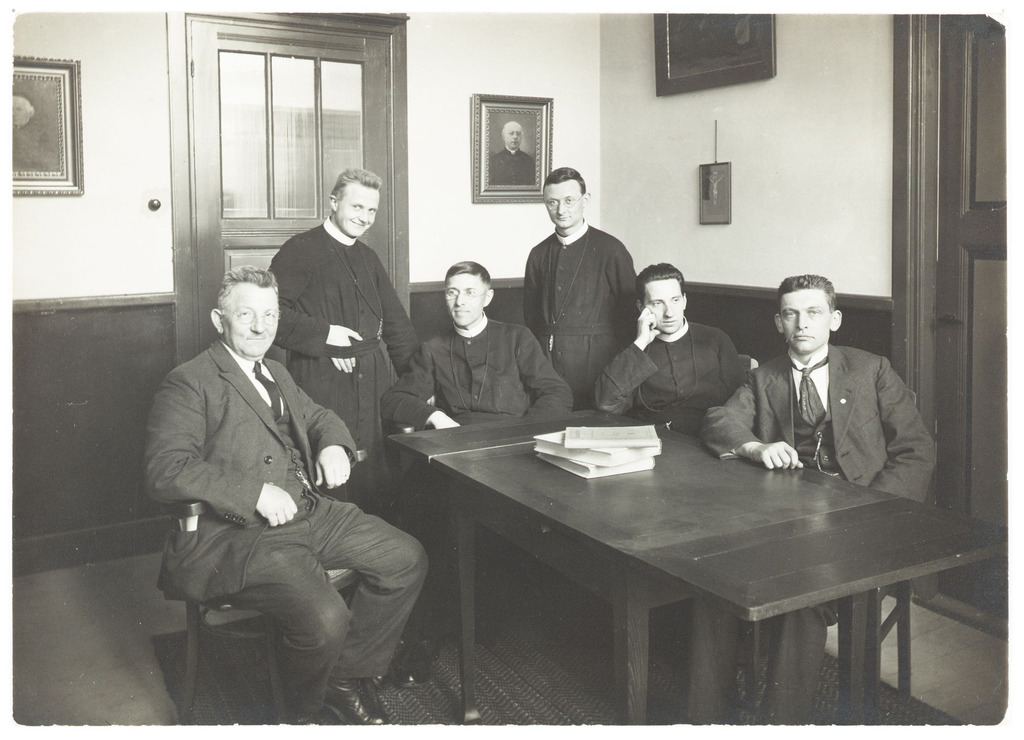
Team St Janschool, Kasteeldreef, Tilburg (1925) met uiterst rechts Kees Weijters

Cornelius (Kees) Joannes Weijters (Tilburg, 1894 – Valkenswaard, 1988) was een Tilburgse onderwijzer en historicus die tussen 1940 en 1980 veel heeft gepubliceerd over de geschiedenis van Midden-Brabant, met name Tilburg. 
Weijters was onderwijzer op de Sint Janschool en de Sint Aloysius Mulo te Tilburg. Daarnaast publiceerde hij als regionaal historicus meer dan 215 artikelen over de onderwerpen onderwijs, bestuur en kerkelijk leven. Weijters maakte voor zijn studies veel gebruik van het archief van het Dorpsbestuur van Tilburg en het archief van de Schepenbank. Zijn artikelen, die een inkijk geven in de katholieke emancipatie en de verzuiling, zijn onder andere verschenen in:
- Roomsch Leven, weekblad (1940-1969)
- Parochiekrant Goirke (1960-1969)
- Berne, abdij van Berne (1965-1966)
- Brabants Heem, koepel van heemkundekringen (1967-1970)
- Met Gansen Trou, heemkundekring Onsenoort (1967-1969)
- Actum Tilliburgis; Historische bijdragen (1970-1979)

Daarnaast publiceerde Weijters enkele boeken:
- "Pastoor W. van Beurden" (1955)
- "De Reijshof onder Tilburg: Een vergane Grootheid" (1970)
- "Scholen en schoolmeesters in Tilburg, 1532-1858" (1981)

Zijn laatste boek, over drie eeuwen geschiedenis van het onderwijs, bevat een lijst met alle artikelen van zijn hand. Weijters tekende zijn studies veelal op in eenvoudige schoolschriften en heeft zijn werk nog bij leven ondergebracht bij het Regionaal Archief Tilburg, de Collectie Weijters. Aan het eind van de jaren tachtig verhuisde Weijters naar Valkenswaard, waar hij overleed. In 2009 werd een artikelenreeks van zijn hand uit 1968 opnieuw integraal gepubliceerd in een geschiedkundig tijdschrift.